# Блэк Джек (персонаж)
Блэк Джек (яп. ブラック・ジャック Буракку Дзякку) — персонаж, придуманный Осаму Тэдзукой, главный герой франшизы Black Jack, впервые появившийся в журнале Weekly Shōnen Champion 19 ноября 1973 года.
Популярность Блэк Джека среди всех персонажей Осаму Тэдзуки сравнима с Астробоем.  IGN разместил его на 24 месте среди самых популярных персонажей аниме за всю историю, отметив, что «он сделал то, что немногие персонажи аниме смогли: превратил обычную профессию в нечто героическое»..

## Разработка
Помимо работы мангакой, Осаму Тэдзука был также лицензированным врачом. Многие названия для своих работ он взял из медицинской сферы, где главные герои также являлись врачами. Блэк Джек был его альтер эго - таким доктором, каким он хотел бы быть сам. Персонаж был создан к 40-летию карьеры Осаму. Первоначально аниме было задумано как мини-сериал из пяти частей, но аудитория очень хорошо восприняла Блэк Джека, и взаимодействие Тэдзуки с персонажем было продлено до пяти лет.
Позиция Блэк Джека и стиль его одежды призваны напомнить читателям об архетипическом разбойнике: мятежном и умном человеке, который действует за пределами современной бюрократии. Его шрам воплощает принцип испорченного героя:  наполовину чёрное, наполовину белое лицо отказывается от любых претензий на «чистоту» — будь то культурная или идеологическая — и выдаёт сложность персонажа. Другой персонаж с тем же шрамом — Капитан Харлок. Впервые он был представлен в манге «Adventures of a Honeybee».
Блэк Джек способен идти как на добрые, так и на крайне жестокие поступки.

## Описание
Настоящее имя Блэк Джека — Куро Хадзама (яп. 間 黒男 Хадзама Куро:). В 68 главе манги он объясняет, что «Куро» в его имени записывается с помощью двух кандзи: «чёрный» и «мужчина», поэтому он перевёл свой псевдоним как «Блэк Джек», так как «Блэк» значит «чёрный» (с англ. — «black»), а «Джек» является распространённым мужским именем.
Блэк Джек показан медицинским наёмником. Его волосы наполовину чёрные, наполовину белые. Возраст, хоть и не указан точно, колеблется между 20-30 годами.
Блэк Джек лечит пациентов без разбора: и простых людей, и бедных или богатых, мафиозных лидеров, президентов или даже сверхъестественные существа. Однако все пациенты платят шокирующе большие суммы (от 10 миллионов до миллиардов иен). К тому же, Джек, по крайней мере поначалу, отказывается как-либо понижать цену. Он заработал репутацию чёрствого и крайне жадного человека, и сам Блэк Джек старается тщательно поддерживать этот образ. Несмотря на это, если пациент сможет растрогать его рассказом о своих страданиях и покажет, что готов заплатить за лечение, то Блэк Джек вылечит его бесплатно. Он также делает исключение в экстренных ситуациях и готов пересмотреть свою точку зрения, если его предположения окажутся неверными. Также Блэк Джек всегда добивается окончательного выздоровления пациента.
Блэк Джек — высококвалифицированный врач, способный быстро и точно использовать скальпели и другие медицинские инструменты. Он часто повторно прикрепляет и пересаживает конечности, выполняет почти идеальную косметическую операцию и берётся за случаи, от которых отказались даже самые широко признанные эксперты.
Известно, что Блэк Джек использует свои инструменты и для самообороны, демонстрируя, что способен забивать ствол оружия скальпелем с некоторого расстояния. Он безжалостный воин, однажды задушивший нападающего хирургическими трубками.
Его странный внешний вид объясняется трагедией, которая произошла в детстве. Он и его мать были тяжело ранены в результате взрыва. Несмотря на то, что мать Куро скончалась от полученных травм, а собственное тело Куро было почти разорвано в клочья, он был спасён благодаря операции доктора Хонмы. Хотя он выжил, часть его волос побелела из-за стресса и шока. Кожа, покрывающая левую сторону лица Куру, стала заметно темнее из-за пересадки кожи его лучшего друга, который был африканцем. Он отказался от пластической операции, чтобы соответствовать цвету кожи в знак уважения к своему другу. После этих событий Куро решил сам стать хирургом, получив имя Блэк Джек.
Несмотря на свою медицинскую гениальность, Блэк Джек решил не получать хирургическую лицензию, предпочитая вместо этого действовать в тени, свободной от правил и коррумпированной бюрократической власти. Хотя он обычно лечит тех, с кем встречается случайно, и тех, кто слышал о его легендарных навыках, иногда он ездит по больницам всего мира, чтобы тайно оказывать помощь неизлечимо больным пациентам.

### Детство
Когда Блэк Джеку было восемь лет, он жил с родителями на заброшенной военной базе. Хотя большинство мин было обезврежено, некоторые были пропущены. Однажды они с матерью проходили через минное поле, которое внезапно взорвалось с трагическими последствиями. Его мать потеряла все конечности и голос, впав в кому, прежде чем умереть. Сам Блэк Джек был на волоске от смерти, его разорвало на 18 частей, но он выжил благодаря хирургическим навыкам и преданности доктора Ютара Хонмы. Во время этого испытания его друг Такаши, наполовину африканец, пожертвовал часть своей кожи для пересадки, в результате чего у него были различные оттенки кожи на половине лица, которые позже Блэк Джек отказался подбирать по цвету, проявляя уважение к своему другу. Из-за беспокойства за мать часть его волос преждевременно побелела. Взрыв повредил его лёгкие, обеспечив ему пневмоторакс. В течение долгого времени, встречая пациента с аналогичным повреждением, Блэк Джек невольно чувствовал симпатическую агонию, которая переросла в острую фобию. Доктор Ямадано помогает ему вылечиться от этого страха. Не в силах справиться с ситуацией, его отец сбежал с любовницей.
С этого момента Блэк Джек перестал смеяться. Желая отомстить, он искал пятерых человек, которые разрушили жизнь его матери. Среди них были Итигахара и Такудзо Убамото.

### Отсутствие лицензии
В то время, как некоторые врачи открыто хвалят Блэк Джека за его хирургические способности, другие презирают его за отсутствие лицензии. В манге объясняется, что он потерял свою медицинскую лицензию, когда пошёл против приказов начальства и сделал операцию своей возлюбленной, которая страдала от поздней стадии рака яичников. Его начальство заявило, что болезнь зашла слишком далеко и не стоит даже беспокоиться об операции, но он всё равно продолжил и в итоге спас ей жизнь. В результате у него забрали медицинскую лицензию. Хотя его изгнали из медицинской ассоциации, он смог преуспеть в своих медицинских исследованиях и улучшить способности, избегая ограничений, которые останавливали остальных врачей. После экранизации Блэк Джека Всемирная Медицинская ассоциация возразила против того, чтобы он стал звездой, поэтому его хирургические навыки были отредактированы.

### Остальные способности и хобби
Помимо медицинских навыков, Блэк Джек — опытный боец. Не будучи жестоким от природы, он, не колеблясь, использует силу для защиты себя и окружающих. Предпочитает кулачные бои, но может использовать оружие и метать скальпель, как дартс, будучи опытным в этом виде спорта ещё с раннего детства. Имеет при себе множество дополнительных скальпелей в фирменном чёрном пальто на случай чрезвычайных ситуаций, что даёт ему защиту, подобную бронежилету. Поэтому Блэк Джек носит пальто даже в солнечные дни.
Блэк Джек управляет моторной лодкой и свободно владеет азбукой Морзе.
Блэк Джек обычно пьёт чай или кофе с рисом, когда идёт в дом для бедняков, а карри ест в ресторанах. Его иногда замечают курящим сигарету или трубку. Он всегда пытается исцелить своих пациентов, но очень  расстраивается, если:
1) кто-то заберёт его пациентов;
2) его пациенты совершают самоубийство;
3) кто-то убивает своих пациентов;
4) смерть была неизбежна.
Были времена, когда люди нападали на него и были очень близки к смерти. Он даже несколько раз попадал в тюрьму.
Блэк Джек любит смотреть, как рисуют картины маслом. Умеет играть на фортепиано. Его также можно найти читающим медицинскую литературу.

### Пиноко
Пиноко (яп. ピノコ) — преданная ассистентка и приёмная дочь Блэк Джека. Уникальный вид близнеца-паразита, прожившая в теле своей сестры 18 лет, пока Джек не извлёк её хирургическим путём. Он также перестроил её тело и внедрил пластиковый экзоскелет, который придаёт ей вид пятилетнего ребёнка и не позволяет ей расти и плавать.